# Theridion teutanoides
Theridion teutanoides là một loài nhện trong họ Theridiidae.
Loài này thuộc chi Theridion. Theridion teutanoides được Lodovico di Caporiacco miêu tả năm 1949.